# Ноул-хаус
Ноул-хаус (англ. Knole House) — дворянська садиба в парку площею 4 кв. км, розташованому поблизу Севеноксу на заході графства Кент .
Палац в Ноулі був побудований в 1456-85 роки для архієпископа Томаса Бурш'є . Пізніше тут жили інші кентерберійські архієпископи. Король Генріх VIII відібрав маєток у Томаса Кранмера, а в 1566 році його власником став двоюрідний брат Анни Болейн — Томас Секвілл (1536—1608), нащадки якого носили в XVI—XIX століттях титули графів і герцогів Дорсет. У 1642 році садибу захопили і розграбували парламентські війська. 
Найвідомішою з спадкоємців Секвілл була письменниця Віта Секвілл-Вест (1892—1962), відома своїми романтичними стосунками з Вірджинією Вулф. У романі «Орландо» Вулф описала Віту і її предків з Ноул-хауса.
Секвілл-Вести постійно розширювали і перебудовували садибу, проте в основі своїй це як і раніше будівля тюдоровскої архітектури. Вважається, що відповідно до принципів ренесансної гармонії в садибному будинку 365 кімнат і 52 сходів — стільки ж, скільки в році діб і тижнів. Серед дворянських садиб Англії Ноул-хаус примітний високим ступенем збереження інтер'єрів XVII століття. Стіни прикрашають портрети власників маєтку пензля Ван Дейка, Лелі, Кнеллера, Рейнольдса й Гейнсборо.

## Цікаві факти
- У Ноул-хаусі The Beatles знімали кліпи до пісень «Penny Lane» та «Strawberry Fields Forever».